# Märta Sigrid Löfdahl
Märta Sigrid Löfdahl, ursprungligen Hegardt, född 15 november 1890, död 24 juli 1985, var den första kvinnliga studenten på Handelshögskolan i Stockholm.
År 1912 blev hon även den första kvinnan i Sverige med civilekonomexamen.
Efter sin examen arbetade hon på Stockholms Enskilda Bank fram till 1914 då hon tog anställning på Inteckningsbanken. På sin nya arbetsplats fick hon exakt hälften av den lön som jämnåriga manliga kollegor hade med samma utbildning.
Hon gifte sig 1917 med Sven Johan Löfdahl (1888–1972), som även han hade varit student på Handelshögskolan i Stockholm. Makarna är begravda på Norra begravningsplatsen utanför Stockholm.